# 尖吻前鰭鮋
尖吻前鰭鮋，為輻鰭魚綱鮋形目鮋亞目前鰭鮋科的其中一種，為溫帶海水魚，分布於西南太平洋澳洲、紐西蘭海域，棲息深度22-222公尺，體長可達35公分，棲息在大陸棚底層水域，以蠕蟲、甲殼類等為食，生活習性不明。